# Pietà (Filippo Lippi)
La Pietà è una tempera su tavola (57,5x32 cm) di Filippo Lippi, databile fra il 1437 e il 1439 e conservata a Milano al Museo Poldi Pezzoli.

## Storia
L'opera faceva probabilmente parte di un altarolo per la devozione privata. Esiste l'ipotesi che questa tavola sia anche fra quelle che, secondo il Vasari, Lippi realizzò per Cosimo il Vecchio come dono per il papa Eugenio IV, che in quel periodo risiedeva a Firenze.

## Descrizione e stile
La scena è inserita in un paesaggio notturno, spoglio e roccioso, che sarà tipico della successiva produzione lippesca, in accordo con la funzione dell'opera, cioè di meditazione sulla passione e morte del Cristo.
Gesù è inserito entro il sarcofago in primo piano ed è sorretto ai lati dalle due figure di dolenti, la Vergine e san Giovanni Evangelista, che riprendono nei tipi le immagini a rilievo, di forte carica espressionistica, realizzate da Donatello.
La composizione è calibrata attentamente e in alcuni brani raggiunge vertici di sofisticatezza, come il corpo cadente del Cristo.